# 中村文則
中村 文則（音なかむら ふみのりNakamura Fuminori，在西方以Fuminori Nakamura、Фуминори Накамура行世，本名軸見 文則，1977年9月2日—），日本小説家，愛知縣東海市出身。

## 生平
中村文則畢業於愛知縣立東海南高等学校、福島大学行政社会学部（行政社會學院，或譯政法学院、社會科學院）應用社会学科（應用社會學系）。2002年11月《新潮》（『新潮』）登載的〈鎗〉（銃）獲得第34屆新潮社新人獎；2003年1月16日入圍第128屆芥川龍之介獎。
2003年6月，《新潮》（『新潮』）登載的《遮光》（『遮光』）入圍第129屆芥川龍之介獎；2004年獲得第26屆野間文藝新人獎。
2004年5月，《新潮》（『新潮』）登載的《惡意之手記》（『悪意の手記』）入圍第18屆三島由紀夫獎。
2005年4月，《新潮》（『新潮』）登載的《泥土裡的孩子》（『土の中の子供』）獲得第133屆芥川龍之介獎。
2009年，《掏摸》（『掏摸<スリ>』）獲得第4屆大江健三郎獎。
2014年，《去年冬天、與你分別》（『去年の冬、きみと別れ』）入圍本屋大賞。
2014年2月12日，中村文則得到美國文學獎大衛·古迪斯獎（David Goodis Award）。

## 其他
漫畫家久世番子是他的高中同學。

## 風格
他受到杜斯妥也夫斯基、卡夫卡、卡繆、太宰治、大江健三郎、薩特等的影響，廣泛描寫人的苦難，以貧困艱苦和就業問題等各種生存的際遇為作品特徵。

## 出版
《惡與假面的rule》已有韓語譯本（2011年7月），英譯本Evil and the Mask2013年6月在美國出版，漢譯本《邪惡規則》2013年11月在台灣出版。
已有漢語（2011年）、英語（2012年）、法語（2013年）譯本的《掏摸》在2012年12月14日以英文版（The Thief，Satoko Izumo和Stephen Coates英譯）當選美國華爾街日報》的圖書編輯選出的2012年最佳小說（The Best Fiction of 2012）。
2013年2月21日，《掏摸》英語譯本入圍2013年美國《洛杉磯時報》圖書獎（Los Angeles Times Book Prizes）的推理懸疑驚悚類（Mystery / Thriller）最終決選，未得獎（得獎名單2013年4月19日發表）。

## 交流
他曾前往中華人民共和國（2006年、2010年）、韓國（2011年）、台灣（2011年）、美國（2013年）等多個東西方國家做文學交流。

### 中國
2006年首度應邀訪問中華人民共和國，2006年12月在中國社會科學院外國文學研究所（北京）主辦的「中日青年作家对話会」交流發表《日本文学的现状》，2010年9月作為日本青年作家代表團團長第2度訪中，參加中國社會科學院外國文學研究所主辦，9月2日到9月5日在北京國際飯店舉行的「中日青年作家会议2010」交流，2010年9月2日日方中村團長33歲生日當天，在外國文學研究所內舉行的新闻发布会（記者会見）上說「前回、中國の青年作家といろいろと交流して、貴重な體験や充実した収穫を得た。再び中國で中日青年作家と交流でき、大変嬉しいと思う。今回も沢山収穫して、作家としてより良い作品を書けるよう頑張りたいと思う」，9月3日在北京國際飯店裡的「全球化中的文学」研討會發表《日本文学中的父亲形象》。
他的小說《鎗》、《最後之命》（『最後の命』）、《泥土中的孩子》（高培明譯）、《在那憂鬱無盡蔓延的黑夜》（『何もかも憂鬱な夜に』，姜楠譯，是中村在漢語世界的第2本單行本）和上面的2篇在中国的論述已有中国漢語譯。

### 台灣
台灣2006年3月出版的《泥土裡的孩子》（收《泥土裡的孩子》『土の中の子供』和《蜘蛛的聲音》『蜘蛛の声』2篇作品，蕭照芳譯）這本書是中村文則在漢語世界的第1本單行本，同時是漢語世界第1個全譯本。
中村氏大江健三郎賞受賞作《掏摸》在2011年1月在台灣出了漢語世界第1個全譯本（葉韋利譯），在同年2月11日首度應邀到台灣訪問，2月12日在第19屆台北國際書展（台北世貿中心內）進行以讀者群為對象的講演談話和第1次讀友會，2月13日訪問台中和高雄，舉行第2、第3次讀友見面簽名握手會，在北中南台灣都進行了面對面的文學交流活動。
2003年1月4日寫完後記的『銃』，台灣2012年12月出版全譯本《槍》（陳系美譯），是中村文則在漢語世界的第1個全譯本。
2013年4月，台灣出版《掏摸》姊妹作『王国』的全譯本《王國》（高詹燦譯），是漢語世界的第1個全譯本。
2013年11月，台灣出版《邪惡規則》（『悪と仮面のルール』）的全譯本（王蘊潔譯），是漢語世界的第1個全譯本。

## 得獎經歷
- 2002年第34回新潮新人獎（「銃」）
- 2004年第26回野間文藝新人獎（「遮光」）
- 2005年第133回芥川龍之介獎（「土の中の子供」）
- 2010年第4回大江健三郎獎（「掏摸<スリ>」）
- 2014年大衛·古迪斯獎（David Goodis Award，美國）

## 著書
- 銃（新潮社、2003年3月/新潮文庫、2006年5月、ISBN 978-4101289519）
  - 初出：『新潮』2002年11月号（初出是最初登載的意思，下同）
  - 河出文庫版には「火」（『新潮』2007年9月号）を併録
- 遮光（新潮社、2004年7月、ISBN 978-4104588022）
  - 初出：『新潮』2003年6月号
- 土の中の子供（新潮社、2005年7月/新潮文庫、2008年、ISBN 978-4101289526）
  - 土の中の子供（初出:『新潮』2005年4月号）
  - 蜘蛛の声（初出:『新潮』2004年1月号）
- 悪意の手記（新潮社、2005年8月、ISBN 978-4104588039）
  - 初出：『新潮』2004年5月号
- 最後の命（講談社、2007年6月、ISBN 978-4062139595/講談社文庫、2010年7月、ISBN 978-4-06-276702-6）
  - 初出：『群像』2007年2月号
- 何もかも憂鬱な夜に（集英社、2009年3月、ISBN 978-4087712872）
  - 初出：『すばる』2008年11月号
- 世界の果て（文藝春秋、2009年5月、ISBN 978-4163279404）
  - 月の下の子供（『文學界』2008年10月号）
  - ゴミ屋敷（『文學界』2008年2月号）
  - 戦争日和（『群像』2006年6月号、「白の世界」を改題）
  - 夜のざわめき（『文學界』2007年8月号）
  - 世界の果て（『文學界』2006年1月号）
- 掏摸<スリ>（河出書房新社、2009年10月、ISBN 978-4309019413）
  - 初出：（『文藝』2009年夏号）
- 悪と仮面のルール（書き下ろし　講談社、2010年7月、ISBN 978-4062163705）
- 王国（河出書房新社、2011年10月、ISBN 978-4309020693）
  - 初出：『文藝』2011年夏号
  - 『掏摸』の姉妹編
- 迷宮（新潮社、2012年6月、ISBN 978-4104588053）
  - 初出：『新潮』2012年1月号
- 惑いの森～50ストーリーズ（イースト・プレス、2012年9月、ISBN 978-4781608648）
  - アマゾン『MATOGROSSO』連載のショートストーリー28話に加え、22話を書き下ろし
- 去年の冬、きみと別れ（幻冬舎、2013年9月、ISBN 978-4344024571）
- A（河出書房新社、2014年7月、ISBN 978-4309023021）
- 教団X（集英社、2014年12月、ISBN 978-4087715903）
- あなたが消えた夜に（毎日新聞出版、2015年5月、ISBN 978-4620108179）
- 私の消滅（文芸春秋、2016年6月、ISBN 978-4163904719）
- R帝国（中央公論新社、2017年8月、ISBN 978-4120050008）

### 單行本未收錄作品
- 糸のからまり（集英社『すばる』2015年1月号 / フリーペーパー『祝! デビュー15周年 中村文則の世界』）
- 神（幻冬舎『小説幻冬』2016年11月号 - ）連載中

## 外部連結
- 中村文則正式網站（日本語）（页面存档备份，存于）
- 中国国際放送局〈「中日青年作家會議2010」北京で開催〉
- 新浪读书〈畅谈全球化文学：中日青年作家会议启动〉（页面存档备份，存于）
- 豆瓣中村文則小组（页面存档备份，存于）
- 新浪博客網上大講堂許金龍訪談（页面存档备份，存于）
- 中国国際放送局〈「子ども、未來、光、希望、平和」許金龍にインタビュー〉
- 〈中村文則：他們都是我黑暗的分身〉
- 〈讀小說，能把人從冷漠中拯救出來〉台灣誠品站專訪中村文則（页面存档备份，存于）
- The Best Fiction of 2012: The Wall Street Journal's books editors pick the best fiction from the past year.（页面存档备份，存于）
- The 2013 Los Angeles Times Book Prizes ceremony honors the best books of 2012

1. ↑  .   [2014-03-06]. （原始内容存档于2014-02-22）.